# Karatsu kunchi

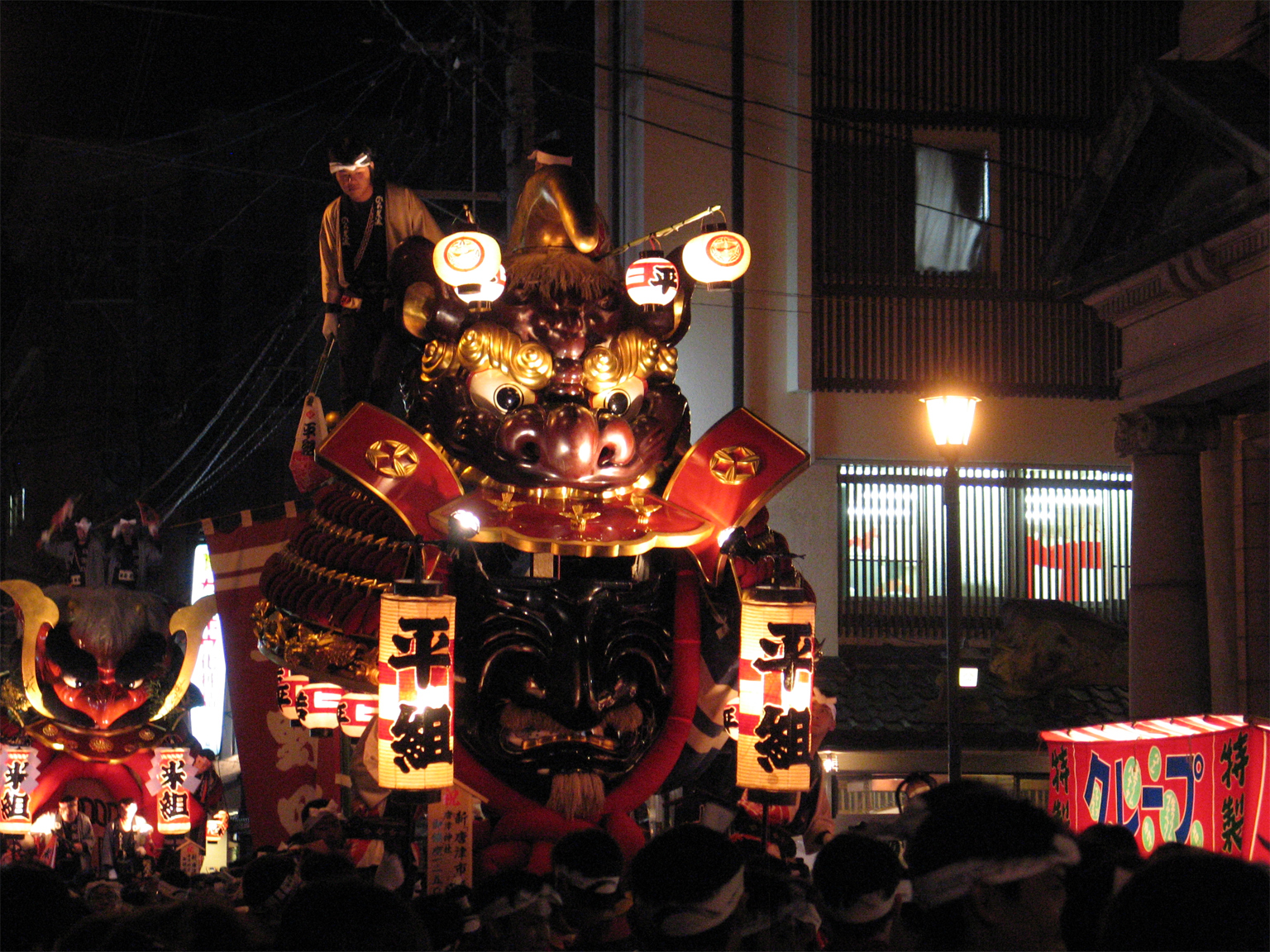
Des hikiyama défilent à Karatsu la première nuit du festival.

Le Karatsu kunchi (唐津くんち, « festival de Karatsu ») est un festival japonais qui prend place tous les ans à Karatsu, dans l'île japonaise de Kyûshû, du 2 novembre au soir jusqu'au 4 novembre. C'est l'évènement phare du calendrier à Karatsu, attirant des foules immenses d'environ 150 000 à 500 000 personnes sur les trois jours du festival. Les familles et amis en profitent pour se réunir et échanger des nouvelles (il n'y a d'ailleurs pas école à Karatsu les jours de festival) et bien entendu, le saké coule à flots !
Une parade différente a lieu chaque jour du festival, où quatorze chars de carnaval (hikiyama) défilent en forme de casques de samouraï, de dorade, de dragons, de tortue et d'autres créatures fantastiques. Tous sont construits en bois laqué et plusieurs autres matériaux (papier washi, plaques de bambou ou de bois) suivant une technique artisanale de vernissage appelée ikkanbari. Chaque char mesure de cinq à six mètres et peut peser entre deux et cinq tonnes. Ils sont montés sur quatre roues en bois dont les essieux sont fixes.

## Origine
L'évènement est coordonné par le temple shinto local, construit en 755 av. J.-C., près duquel les chars sont gardés le reste de l'année, et prend place depuis plusieurs siècles. Le prêtre du temple défile d'ailleurs lui aussi dans son char et profite de l'occasion pour faire une quête. Les chars utilisés aujourd'hui furent élaborés entre 1819 et 1876.
Durant le règne du clan féodal du premier seigneur de la ville de Karatsu, Hirotaka Terasawa, il fut décidé que le temple shinto de la ville devait déménager au cœur de la ville et que seuls les samouraïs pouvaient y prier. Les citoyens ordinaires n'avaient le droit de visiter le temple que le 29 septembre (calendrier lunaire) soit fin octobre dans le calendrier solaire, lors du festival d'automne. Petit à petit, cette visite au temple se transforma en festival, le Karatsu kunchi.
Le festival fut défini en 1980 comme un « bien important et intangible de la culture populaire de la Nation », et au niveau préfectoral, les chars furent inscrits comme « biens importants et intangibles de la culture populaire de la Préfecture ».

## Déroulement

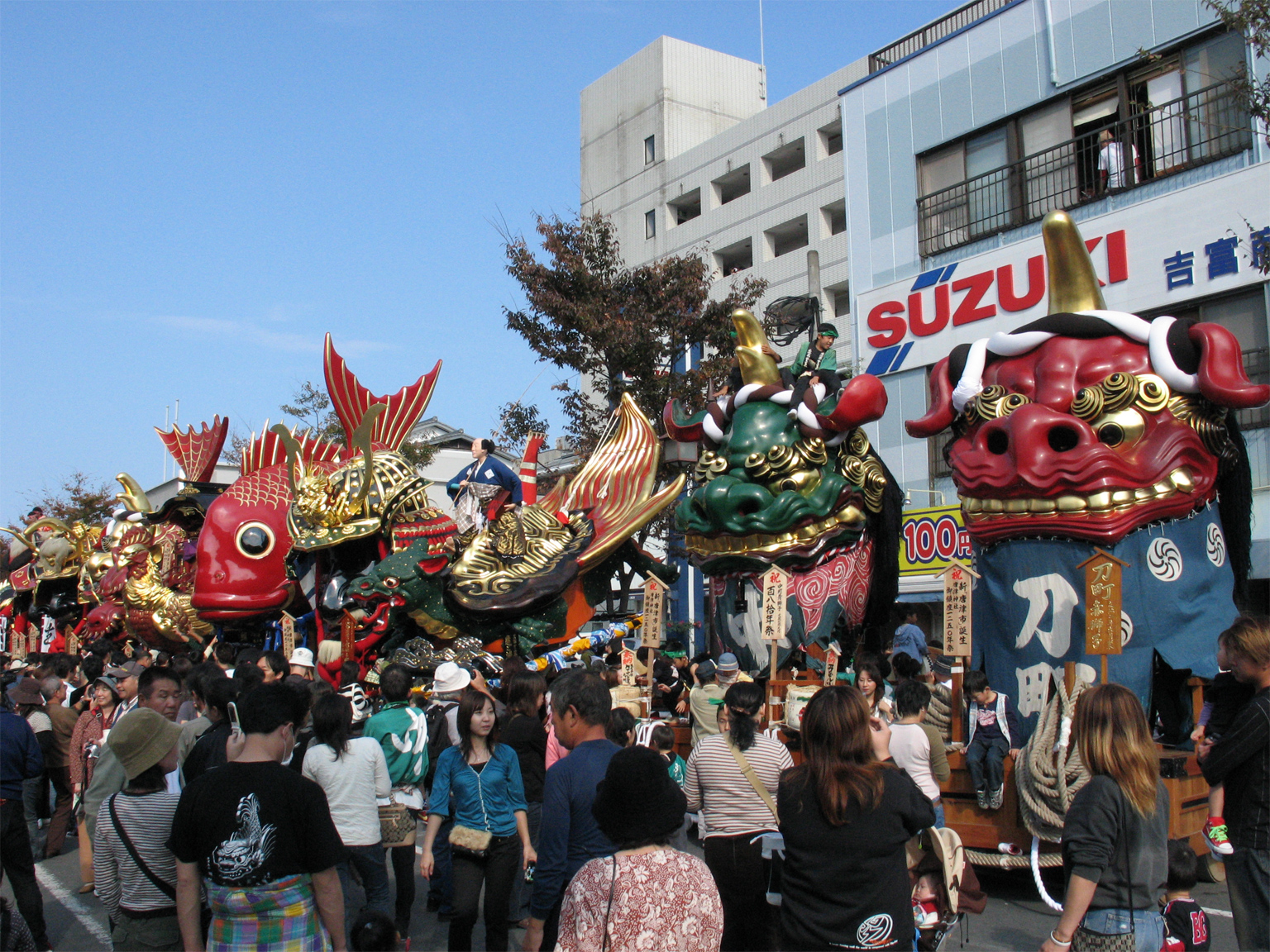
Hikiyama.

Le festival présente deux parties techniques. La première se situe dans les petites rues de la ville. Elles sont tout juste assez larges pour faire passer les chars. D'autre part, les essieux étant fixes, il faut alors faire glisser le char dans les virages pour qu'il puisse tourner. La deuxième partie technique se situe sur une aire sablonneuse. Après un premier parcours de la ville, tous les chars sont regroupés à cet endroit. Le sable rendant la progression difficile, la foule se presse pour encourager les tireurs. Étant donné la lourdeur et le manque de maniabilité des chars, ainsi que les effets de l'alcool, il n'est pas rare hélas que des accidents surviennent lors des parades.
Les chars hikiyama sont tirés dans les rues de la ville, aux chants de « En-ya ! En-ya ! En-ya ! » ou encore « Yoy-sa ! Yoy-sa ! Yoy-sa ! », par des équipes de tireurs de familles habitant les quatorze quartiers traditionnels de Karatsu. Pour qu'un maximum de personnes puisse y participer, on ajoute de longues cordes de plus d'une centaine de mètres. Toutes les générations peuvent alors tirer le char. Cependant, la plupart des quartiers n'autorisent que les hommes à tirer. Les tireurs sont vêtus d'un habit traditionnel : des sandales de paille, une culotte blanche épaisse et une tunique aux couleurs du quartier. Il y a des joueurs de taiko et des flûtistes jouant leurs instruments à la base de chaque char.
Trois types de musiques accompagnent la procession et animent le festival :
- Michi-bayashi（道囃子）: seul le quartier de Katana-machi a le droit de jouer cet air lors de la procession des chars vers le temple shinto.
- Tayeyama-bayashi（たてやま囃子）: joué quand les chars sont à l'arrêt.
- Seriyama-bayashi（せりやま囃子）: chaque char a sa propre version du Seriyama-bayashi, transmise de génération en génération et jouée lorsque les chars sont en mouvement.

## Chars
1. Le Lion rouge (赤獅子) ou aka-jishi : quartier de Katana-machi (1819). Seul char à avoir des gohei (larges ornements de papier blanc servant à la purification) symbolisant le souhait des festivaliers que le Karatsu kunchi se finisse en toute sécurité.
2. Le Lion vert (中町の青獅o) ou ao-jishi : quartier de Naka-machi (1824). Inspiré par la danse du lion Kabu-kabu jishi du quartier de Koda en l'honneur de la divinité du temple de Karatsu.
3. La Tortue et Urashima Taro (カメと浦島太郎) ou Kame to Urashima Taro : quartier de Zaimoku-machi (1841). Initialement, un orbe était présent à la place du personnage de légende japonaise et pêcheur Taro.
4. Le kabuto du samouraï Minamoto Yoshitsune (源義経の兜) : quartier de Gofuku-machi (1844).
5. La Dorade rouge (鯛) ou tai : quartier d'Uoya-machi (1845). Le tai est un poisson souvent offert en offrande aux dieux et représente le quartier d'Uoya, connu pour ses nombreuses poissonneries dans le passé.
6. Le Bateau en forme de phénix (鳳凰丸) ou ho-oh-maru : quartier d'Oishi-machi (1846). À l'origine, il fut construit à la demande des riches familles marchandes du quartier d'Oishi, et coûta la bagatelle de 1 750 ryos, soit près de trois millions de dollars (cours de 2012).
7. Hiryu (飛龍) : quartier de Shin-machi (1846).
8. Le Lion doré (金獅子) ou kinjishi : quartier de Hom-machi (1847).
9. Le kabuto de Takeda Shingen (武田信玄の兜) : quartier de Kiwata-machi (1864). Le char est fabriqué notamment à partir de poils de yak.
10. Le kabuto de Uesugi Kenshin (上杉謙信の兜) : quartier de Hirano-machi (1869).
11. L'Ogre soûl sur le kabuto de Minamoto Yorimitsu (酒呑童子と源頼光の兜) : quartier de Komeya-machi (1869).
12. Le Lion gardien sur une orbe (珠取獅子) : quartier de Kyo-machi (1875).
13. L'Orque à tête de tigre (鯱) ou shachi : quartier de Kako-machi (1876).
14. Le Bateau aux sept trésors (七宝丸) ou Shichi-ho-maru : quartier d'Egawa-machi (1876). Les sept trésors sont une orbe, un éventail de chef militaire, un maillet magique, une cape magique, un sac au trésor, des gousses et un parchemin mais d'autres trésors sont cachés dans les décorations du char.
15. Disparu.

Lorsqu'ils ne sont pas utilisés pour le festival, les chars sont exposés au musée du festival non loin de la mairie.

## À l'étranger
En 1979, le char de la dorade a traversé les mers pour venir participer au carnaval de Nice.
Dans les années 1980, le char du kabuto d'Uesugi Kenshi fut envoyé à un parc Disneyland aux États-Unis et à Rotterdam pour une exposition.
En 1996, le char du Lion doré a défilé lors du Festival d'Honolulu à Hawaii. 
En 2012, le char de la dorade a également défilé lors de la parade du Nouvel An à Hong Kong. Celui de Hiryu a participé à la Journée du Japon de l'Exposition spécialisée de 2012 dans la ville coréenne de Yeosu.